# (4919) Вишневская
(4919) Вишневская (лат. Vishnevskaya) — типичный астероид главного пояса, открыт 19 сентября 1974 года советским астрономом Людмилой Черных в Крымской астрофизической обсерватории и 26 февраля 1994 года назван в честь советской и российской оперной певицы, актрисы, театрального режиссёра и педагога Галины Вишневской.

## Обнаружение и именование
(4919) Вишневская
Открыт 19 сентября 1974 года в Научном Л. И. Черных.
Назван в честь выдающейся русской оперной певицы, актрисы Большого театра в Москве на протяжении многих лет и исполнительницы во многих театрах по всему миру Галины Павловны Вишневской.
Оригинальный текст (англ.)4919 Vishnevskaya
Discovered 1974-09-19 by Chernykh, L. I. at Nauchnyj.
Named in honor of Galina Pavlovna Vishnevskaya, outstanding Russian opera singer, actress of the Bolshoi Theatre in Moscow for many years and performer in many theaters around the world.
Источники: DISCOVERY.DB; M.P.C. 23137.

## Орбита

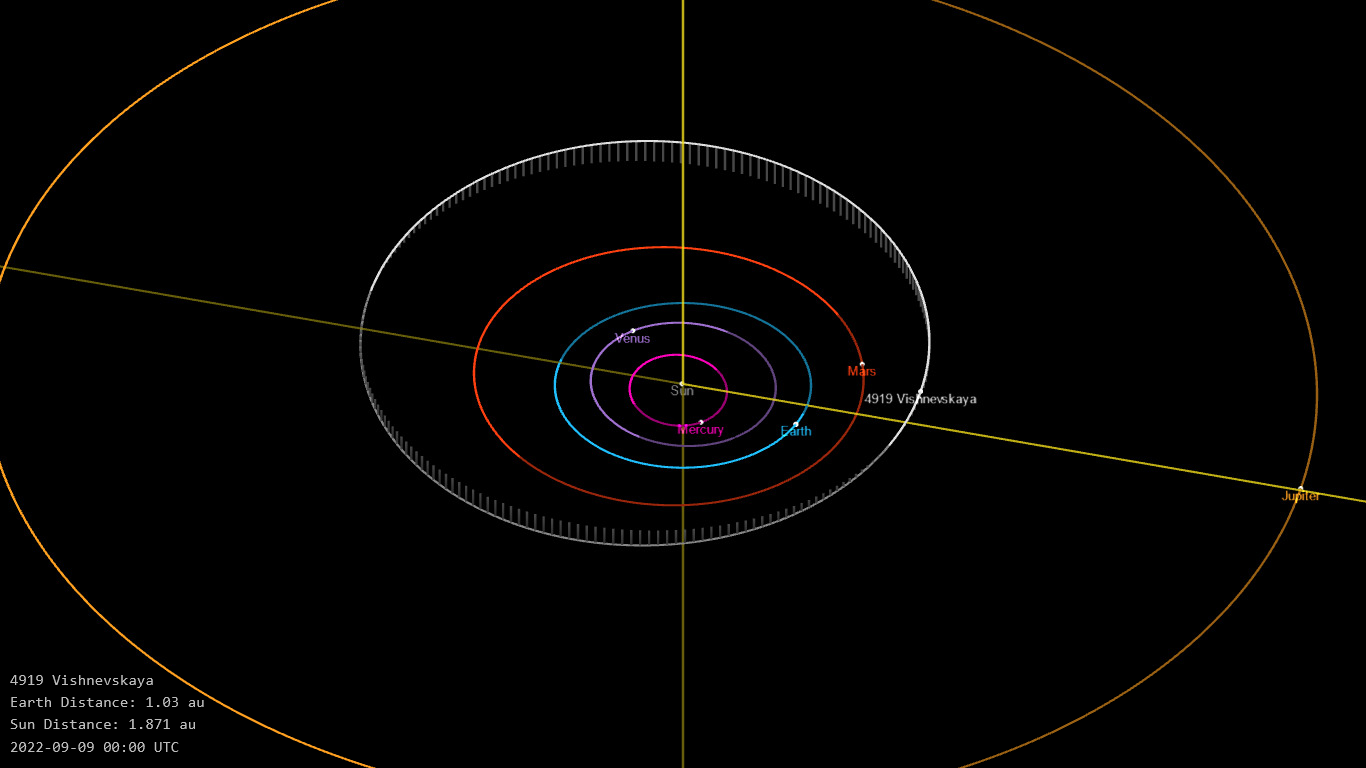
Орбита астероида Вишневская и его положение в Солнечной системе

## Физические характеристики
Астероид относится к таксономическому классу S.
По результатам наблюдений в видимом и ближнем инфракрасном диапазоне космического телескопа NEOWISE диаметр астероида оценивался равным 3,612±0,582 км и 2,92±0,55 км. Согласно тем же источникам альбедо оценивается как 0,4089±0,1418, 0,41±0,14 и 0,409±0,142.